# Episodi di Dirty Sexy Money (prima stagione)
La prima stagione della serie televisiva Dirty Sexy Money è stata trasmessa negli Stati Uniti per la prima volta dall'emittente ABC dal 26 settembre al 5 dicembre 2007. A causa dello sciopero degli sceneggiatori (WGA Strike), indetto il 5 novembre 2007 e terminato il 12 febbraio 2008, la prima stagione consta solamente di dieci episodi.
In Italia, è stata trasmessa in prima visione sul canale satellitare Fox dal 15 gennaio al 18 marzo 2008. In chiaro è andata in onda dal 5 agosto al 2 settembre 2008 su Canale 5.
| nº | Titolo originale   | Titolo italiano       | Prima TV USA      | Prima TV Italia  |
| -- | ------------------ | --------------------- | ----------------- | ---------------- |
| 1  | Pilot              | I Darling             | 26 settembre 2007 | 15 gennaio 2008  |
| 2  | The Lions          | I leoni               | 3 ottobre 2007    | 22 gennaio 2008  |
| 3  | The Italian Banker | Il banchiere italiano | 10 ottobre 2007   | 29 gennaio 2008  |
| 4  | The Chiavennasca   | Il chiavennasca       | 17 ottobre 2007   | 5 febbraio 2008  |
| 5  | The Bridge         | Il ponte              | 24 ottobre 2007   | 12 febbraio 2008 |
| 6  | The Game           | La partita            | 31 ottobre 2007   | 19 febbraio 2008 |
| 7  | The Wedding        | Il matrimonio         | 14 novembre 2007  | 26 febbraio 2008 |
| 8  | The Country House  | La villa in campagna  | 21 novembre 2007  | 4 marzo 2008     |
| 9  | The Watch          | L'orologio            | 28 novembre 2007  | 11 marzo 2008    |
| 10 | The Nutcracker     | Lo schiaccianoci      | 5 dicembre 2007   | 18 marzo 2008    |

## I Darling
- Titolo originale: Pilot
- Diretto da: Peter Horton
- Scritto da: Craig Wright

### Trama
In seguito alla morte di suo padre Datch in un misterioso incidente aereo, l'avvocato Nick George accetta riluttante l'offerta del miliardario Tripp Darling di prendere il posto del padre nel ruolo di avvocato della ricca e influente famiglia Darling. Durante il suo primo frenetico giorno di lavoro nei panni dell'avvocato della famiglia Darling, Nick deve risolvere alcuni problemi legali e illegali dei cinque adulti figli di Tripp Darling.
- Guest star: Peter Bogdanovich

## I leoni
- Titolo originale: The Lions
- Diretto da: Michael Grossman
- Scritto da: Craig Wright

### Trama
Nick vuole scoprire chi ha ucciso suo padre e comincia a sospettare di diversi componenti della famiglia Darling. Scopre che il Reverendo Brian Darling ha dato 100.000$ al meccanico dell'aereo di suo padre ma l'uomo afferma di aver ricevuto quei soldi in seguito a un ricatto sulla rivelazione dell'esistenza di un figlio illegittimo del Reverendo. In seguito Nick scopre che Letitia Darling, moglie di Tripp, aveva una relazione con Datch da oltre quarant'anni e comincia così a sospettare di una possibile vendetta a opera di Tripp. 
Mentre cerca di scoprire chi ha ucciso suo padre, Nick deve risolvere i problemi della famiglia Darling: Juliet si è trasferita nell'appartamento di un lussuoso hotel e si rifiuta di partecipare a un servizio fotografico in cui è coinvolta l'intera famiglia. Nel frattempo Tripp fa pressioni al figlio Patrick per convincerlo ad annunciare la sua candidatura al senato nonostante Patrick continui una relazione extraconiugale con una transessuale di nome Carmelita. Infine Jeremy ha una relazione segreta con la più grande nemica della sorella Juliet, Natalie Kimpton, e Brian abbandona il figlio illegittimo a Nick.

## Il banchiere italiano
- Titolo originale: The Italian Banker
- Diretto da: Michael Grossman
- Scritto da: Tad Quill e Josh Reims

### Trama
Nick porta alla polizia dei documenti compromettenti sui traffici di Simon Elder, l'uomo su cui suo padre stava indagando prima di morire. Patrick non sa se continuare o no la sua relazione con Carmelita, essendo in campagna elettorale. Nick si attiva per recuperare un video hard girato da Karen, prima che questo diventi di pubblico dominio.

## Il chiavennasca
- Titolo originale: The Chiavennasca
- Diretto da: Michael Lange
- Scritto da: Christopher B. Landon e Diane Ruggiero

### Trama
Nick va in Italia alla ricerca di un investigatore che probabilmente aveva procurato a suo padre i documenti su Simon Elder. Nick scopre che suo padre stava cercando di procurarsi documenti su Tripp. Tripp scopre che non tutti i suoi figli sono veramente suoi. Juliet scopre la relazione di Jeremy con Natalie, sua ex migliore amica.

## Il ponte
- Titolo originale: The Bridge
- Diretto da: James Frawley
- Scritto da: Peter Elkoff e Craig Wright

### Trama
Jeremy festeggia il suo venticinquesimo compleanno affittando per una sera il ponte di Brooklyn. 
Karen minaccia Patrick di rendere pubblica la sua relazione con Carmelita, per convincere il fratello ad aiutare il suo fidanzato Freddy Mason a entrare in esclusivo circolo.

## La partita
- Titolo originale: The Game
- Diretto da: David Petrarca
- Scritto da: Yahlin Chang e Craig Wright

### Trama
Simon Elder e Tripp devono giocare una partita a poker. Simon promette a Nick, che se convincerà Tripp a scommettere la proprietà a cui è maggiormente affezionato, il Darling Plaza, gli procurerà il rapporto originale sull'incidente aereo dove il padre era morto. Simon vince la mano. Nick non riesce a convincere Tripp a scommettere il Darling Plaza, allora gli dice il piano di Simon, quindi Trip accetta di perdere il Darling Plaza. Karen porta a termine la pratica di divorzio con l'ex-marito, l'antropologo Sebastian Fleet. Patrick viene fotografato mentre bacia Carmelita. Il fotografo, che poi ricatta Patrick, è stato mandato da Tripp. Tripp offre dei soldi a Carmelita per lasciare la città, ma lei non accetta. Tripp dice a Patrick di stare attento, alla sua storia con Carmelita, la prossima vota il fotografo potrebbe essere incaricato da un suo avversario politico. Jeremy inizia a lavorare come parcheggiatore per Tripp.

## Il matrimonio
- Titolo originale: The Wedding
- Diretto da: Jamie Babbit
- Scritto da: Jake Coburn e Peter Elkoff

### Trama
Karen si sposa con Freddie, ma è già decisa a divorziare. Ellen, la moglie di Patrick scopre del tradimento del marito con un transessuale che le viene confermato dal coniuge stesso. Dietro tutta questa storia è coinvolto Simon Elder.

## La villa in campagna
- Titolo originale: The Country House
- Diretto da: Michael Schultz
- Scritto da: Josh Reims e Nancy Won

### Trama
Trip chiede a Nick di organizzargli un incontro con Patrick e Simon Elder. Ellen vuole incontrare Carmelita. Brian vuole la custodia di suo figlio e le offre dei soldi per scomparire. La famiglia si ritrova nella residenza di Valalla, casa di campagna della famiglia, per festeggiare il giorno del Ringraziamento. Laetitia nel tentativo di aiutare Karen racconta a Lisa che Nick e Karen si sono baciati.

## L'orologio
- Titolo originale: The Watch
- Diretto da: Andrew Bernstein
- Scritto da: Yahlin Chang e Liz Tigelaar

### Trama
Brian non riesce a corrompere il giudice incaricato di assegnare la custodia di Brian Jr. Jeremy continua a fingere con Sofia di essere un parcheggiatore.

## Lo schiaccianoci
- Titolo originale: The Nutcracker
- Diretto da: Tony Goldwyn
- Scritto da: Jill Soloway e Craig Wright

### Trama
Per tradizione, ogni anno, la famiglia Darling si riunisce a casa per assistere dal vivo allo spettacolo "Lo schiaccianoci". Karen ha una relazione con Simon, che le presenta la sua ex moglie, la principessa del Ghana, Karen scopre che tra i due c'è una forte simpatia. Brian dopo aver perso la custodia di suo figlio, che si trasferirà con sua madre all'estero, perde anche il suo lavoro, e quindi chiede a Tripp di entrare nella sua società.